# 劉福田
劉福田，號心耕，贵州正安县人，清朝政治人物，同進士出身。

## 生平
同治二年（1863年）清穆宗登極癸亥恩科進士，三甲八十三名。同治六年（1867年）任浙江太平县（今温岭市）知县。同治十年（1871年），朝廷以劉福田“辦事遲鈍，難期振作”，但“文理尚優”为名，改教職回籍候選。